# Journal de Genève
Das Journal de Genève war eine liberale Tageszeitung, die vom 5. Januar 1826 bis zum 28. Februar 1998 in Genf erschien.

## Geschichte
Bereits 1787 bis 1794 war unter dem Namen Journal de Genève eine halboffizielle Zeitung zusammen mit einem meteorologischen und wissenschaftlichen Almanach erschienen, zu deren Mitarbeitern Charles Pictet de Rochemont und Horace-Bénédict de Saussure gehörten.
Die liberale Tageszeitung Journal de Genève wurde vom radikalliberalen Politiker James Fazy gegründet, der jedoch nur acht Monate bei der Zeitung blieb. Sie wechselte zwischen 1826 und 1849 oft die Hand und die politische Ausrichtung. 1873 wurde die Herausgeber-Aktiengesellschaft gegründet, und das Blatt nahm eine konservative Haltung ein. Es entwickelte sich zum Oppositionsblatt gegen die radikale Regierung.
Ab 1849 waren Druckerei und Redaktion an der Rue du Manège; von 1867 bis 1890 in der Pélasserie und von 1899 bis 1998 an der Rue Général-Dufour.

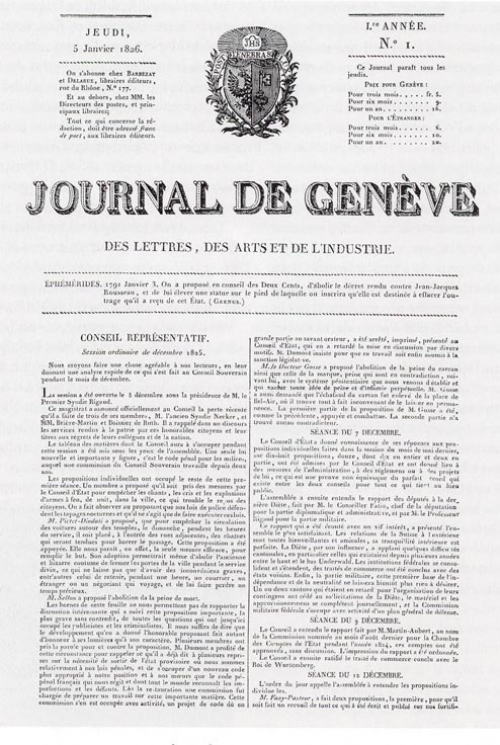
Frontseite der ersten Ausgabe des Journal de Genève

Chefredaktoren des Journal de Genève seit den 1950er Jahren waren Olivier Reverdin (1954–1959), Bernard Béguin (1959–1970), Claude Monnier (1970–1980), Jasmine Audemars (1980–1992), gleichzeitig Antoine Maurice und Pascal Garcin (1992–1996) sowie Ignace Jeannerat (1996–1998). Bekannteste Mitarbeiter der Zeitung waren René Payot und Jean Troesch.
1991 übernahm das Journal de Genève die 1804 gegründete, in finanzielle Schwierigkeiten geratene Gazette de Lausanne, mit der sie bereits seit 1970 eng zusammengearbeitet hatte. Seither führte sie im Untertitel den Namen Gazette de Lausanne. Die Hauptaktionäre des Fusionsprodukts waren die Familienstiftung Sandoz (17 %), die Genfer Börse (16 %) und der kantonale Arbeitgeberverband (15 %). Die hohen Kosten einer internationalen, renommierten Tageszeitung für Genf trugen die Hauptaktionäre, v. a. die Genfer Privatbankiers, welche 1992 und 1996, um die Defizite (1996: 2,9 Mio. CHF) zu decken, Kapital nachschiessen mussten. 1998 entstand aus einer Fusion des Journal de Genève mit dem 1991 von Ringier, Edipresse und Publicitas gegründeten und ebenfalls defizitären Nouveau Quotidien die neue Westschweizer Tageszeitung Le Temps. Die letzte Ausgabe des Journal de Genève erschien am 28. Februar 1998.
Das Journal de Genève publizierte 1859 einen anonymen Artikel von Henry Dunant, der die Schrecken der Schlacht von Solferino beschrieb und indirekt zur Gründung des Roten Kreuzes führte.

## Historisches Archiv
In Zusammenarbeit mit der Schweizer Nationalbibliothek, der Bibliothèque de Genève sowie der Bibliothèque cantonale et universitaire Lausanne und mit finanzieller Unterstützung der Sandoz-Familienstiftung, der Banken- und Finanzgruppe Mirabaud und der Marketing-, Verkaufs- und Dienstleistungsgruppe für Medien und Werbetreibende PubliGroupe wurden sämtliche Ausgaben des Journal de Genève von 1826 bis 1998 (zusammen mit den Ausgaben der Gazette de Lausanne von 1798 bis 1991 und des Nouveau Quotidien von 1991 bis 1998) digitalisiert und werden der Öffentlichkeit seit Dezember 2008 gratis online zur Verfügung gestellt.